# Alien Ant Farm
Alien Ant Farm är ett rockband från Riverside, Kalifornien, bildat 1995. De slog igenom 2001 med singeln "Smooth Criminal" som är en cover på Michael Jacksons låt. Låten finns även med i komedifilmen American Pie 2. Bandet släppte 2006 "Up In The Attic".

## Medlemmar

### Nuvarande
- Dryden Mitchell – sång, kompgitarr, akustisk gitarr (1995–)
- Terry Corso – sologitarr, bakgrundssång (1995–2003, 2008–)
- Mike Cosgrove – trummor, slagverk (1995–)
- Tim Peugh – basgitarr, bakgrundssång (2014–)

### Tidigare
- Tye Zamora – basgitarr, piano, kalimba, bakgrundssång (1995–2006, 2008–2014)
- Joe Hill – sologitarr, bakgrundssång (2005–2008)
- Alex Barreto – basgitarr, bakgrundssång (2006–2008)

## Diskografi

### Studioalbum
- 1999 – Greatest Hits
- 2001 – ANThology
- 2003 – truANT
- 2006 – Up in the Attic
- 2015 – Always and Forever

### EP
- 1996 – Singles: $100 EP
- 1998 – Love Songs EP

### Singlar
- 2001 – "Smooth Criminal"
- 2002 – "Movies"
- 2002 – "Attitude"
- 2003 – "These Days"
- 2003 – "Glow"
- 2006 – "Forgive and Forget"
- 2007 – "Around the Block"

### Livealbum
- 2009 – Alien Ant Farm: Live In Germany

### Samlingsalbum
- 2008 – 20th Century Masters: The Millennium Collection: The Best of Alien Ant Farm